# Jivakarama vihara
 El Jharakarama vihara, también Jivaka Amravana vihara (Amra-vana significa "jardín de mangos"), Jivakamravana, Jivakamrabana o Jivakavanarama, es un antiguo monasterio budista o vihara establecido en la época del Buda .

## Historia
Se encuentra en las afueras de Rajagriha en el distrito de Nalanda en el estado indio de Bihar, justo debajo de la colina Gijjhakuta, en lo que era originalmente un huerto de mangos que fue donado a la samgha por el médico real Jivaka, que estaba al servicio del rey Bimbisara. Jivaka construyó un monasterio en el lugar y también lo donó a la samgha. Se dice que Buda fue tratado una vez en el monasterio, después de haber sido herido por Devadatta .
El monasterio inicial estaba formado por dos largas salas oblongas paralelas, grandes dormitorios donde los monjes podían comer y dormir, de conformidad con las normas originales de la samgha, sin celdas privadas. Más tarde se construyeron otras salas, en su mayoría largas y oblongas, que recuerdan a la construcción de varias de las cuevas de Barabar .
La evidencia arqueológica apunta a una construcción muy temprana para este vihara, probablemente alrededor de 530-400 a. C. Este vihara es muy diferente del posterior vihara cuadrangular construido a partir del siglo I d. C. en Gandhara .  La ausencia de estupa también es notable, a diferencia de las viharas construidas en fechas posteriores.  El método de construcción (base de escombros) y los artefactos descubiertos en el lugar, tales como clavos de hierro, bolas de terracota o cerámica roja gruesa, apuntan a una fecha no posterior al siglo V a. C.

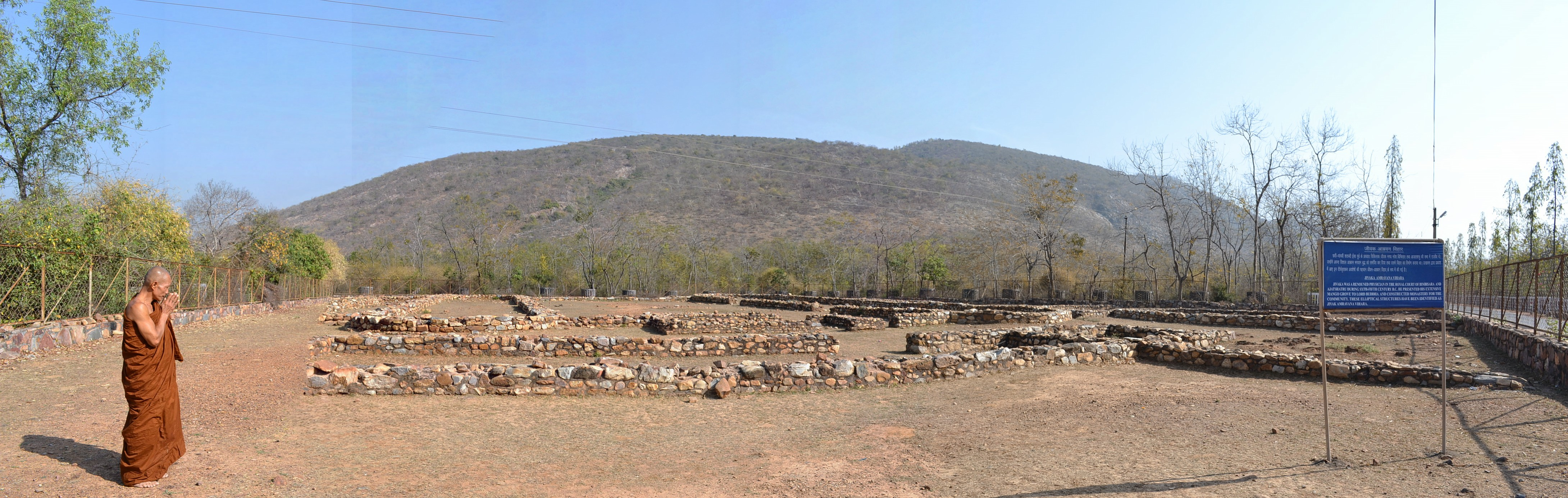
Un monje budista en el monasterio.

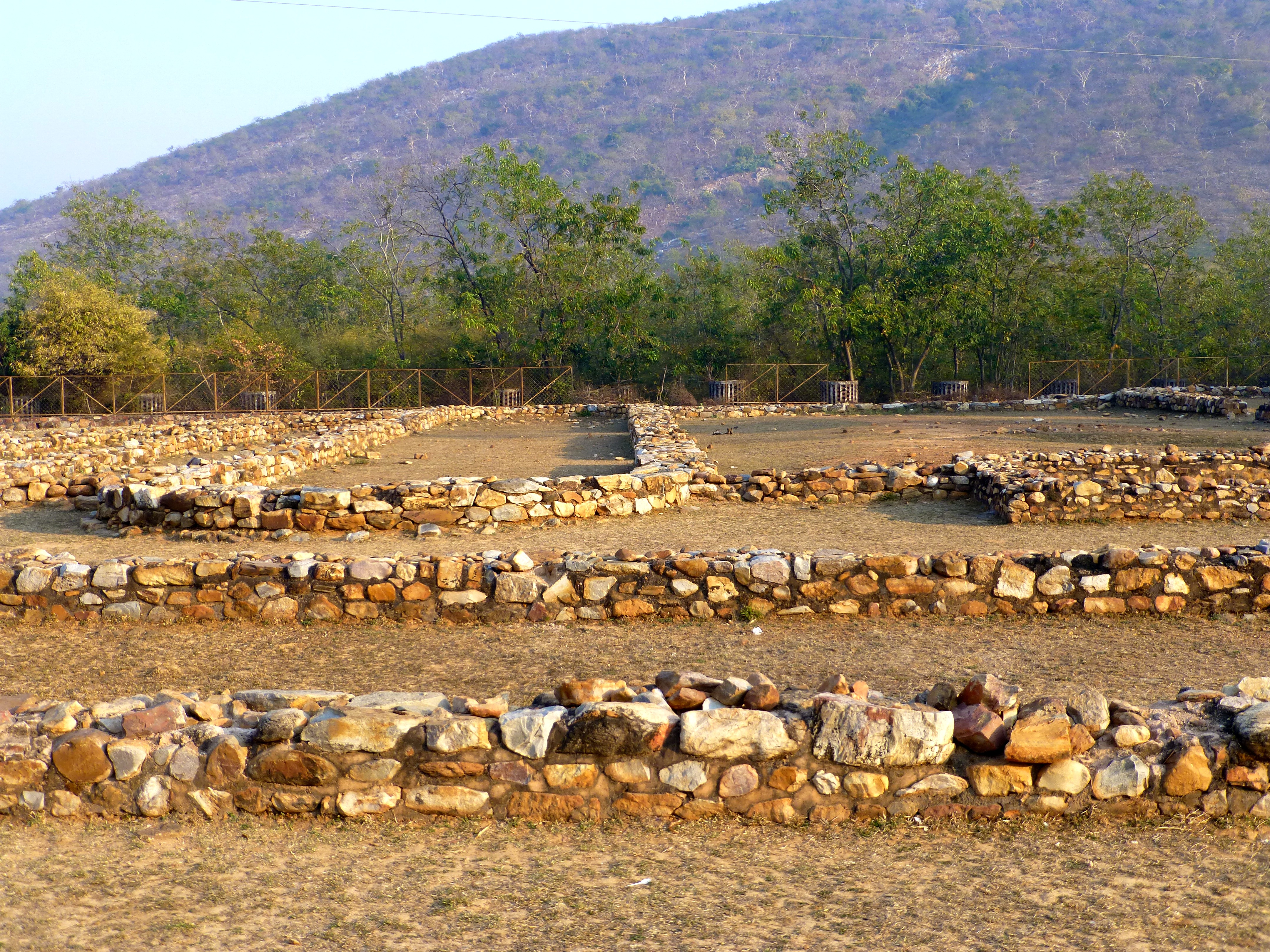
Restos.
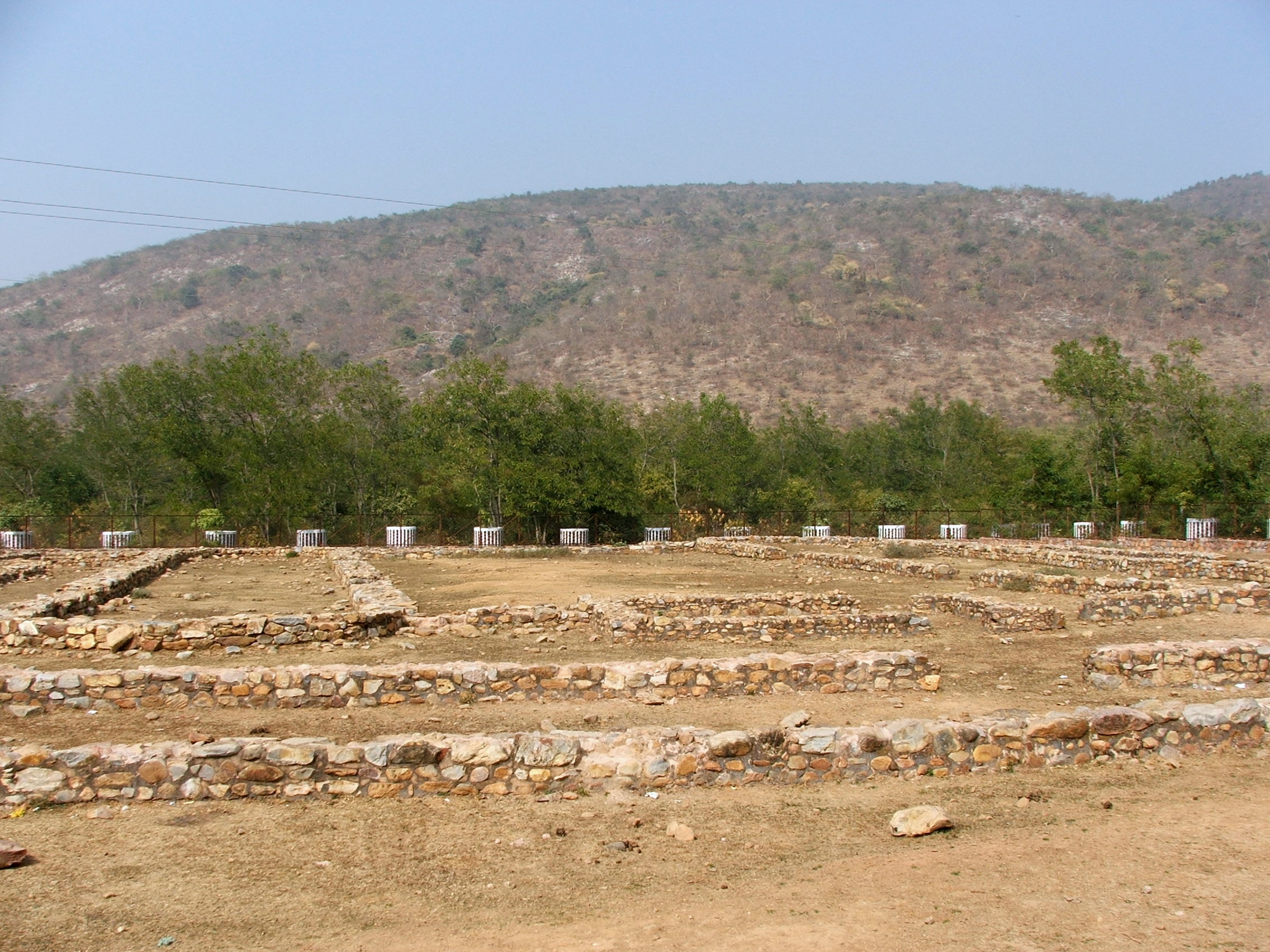
Restos.
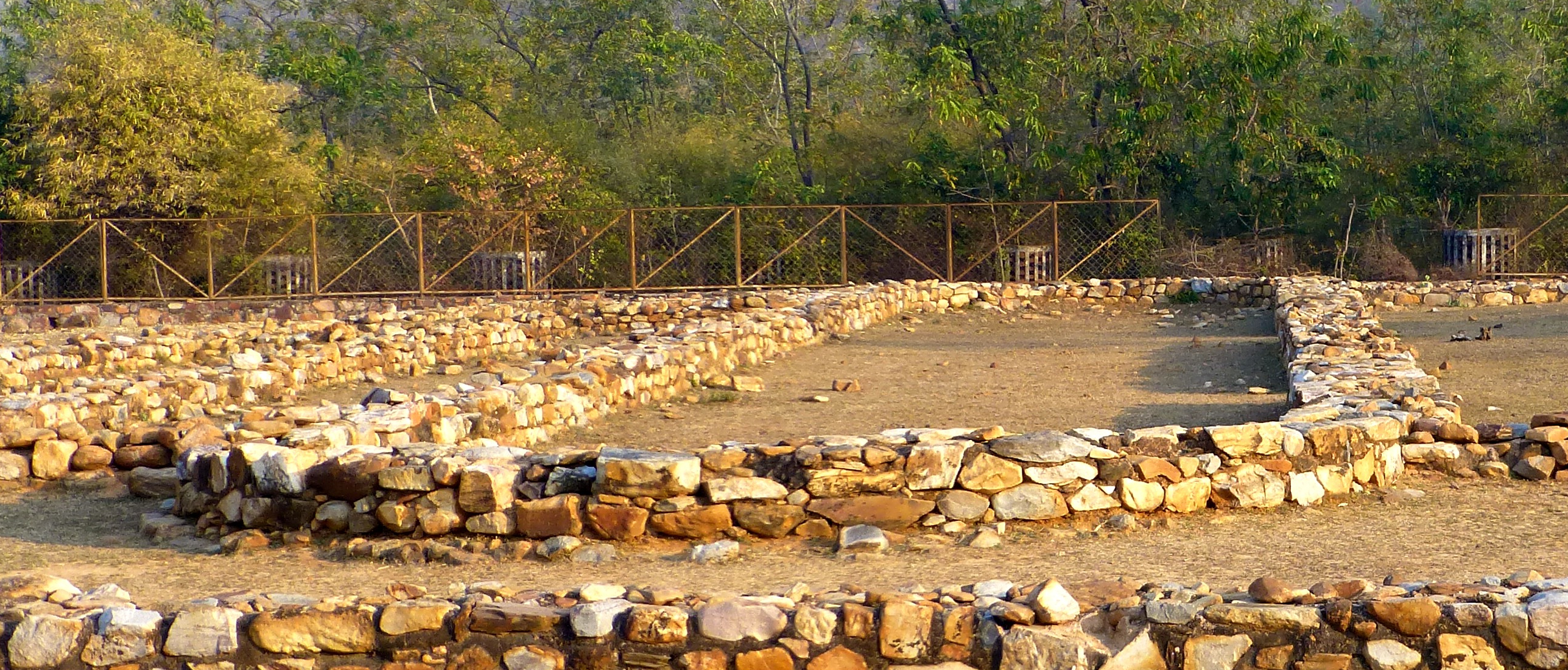
Salón comunal oblongo (restos).
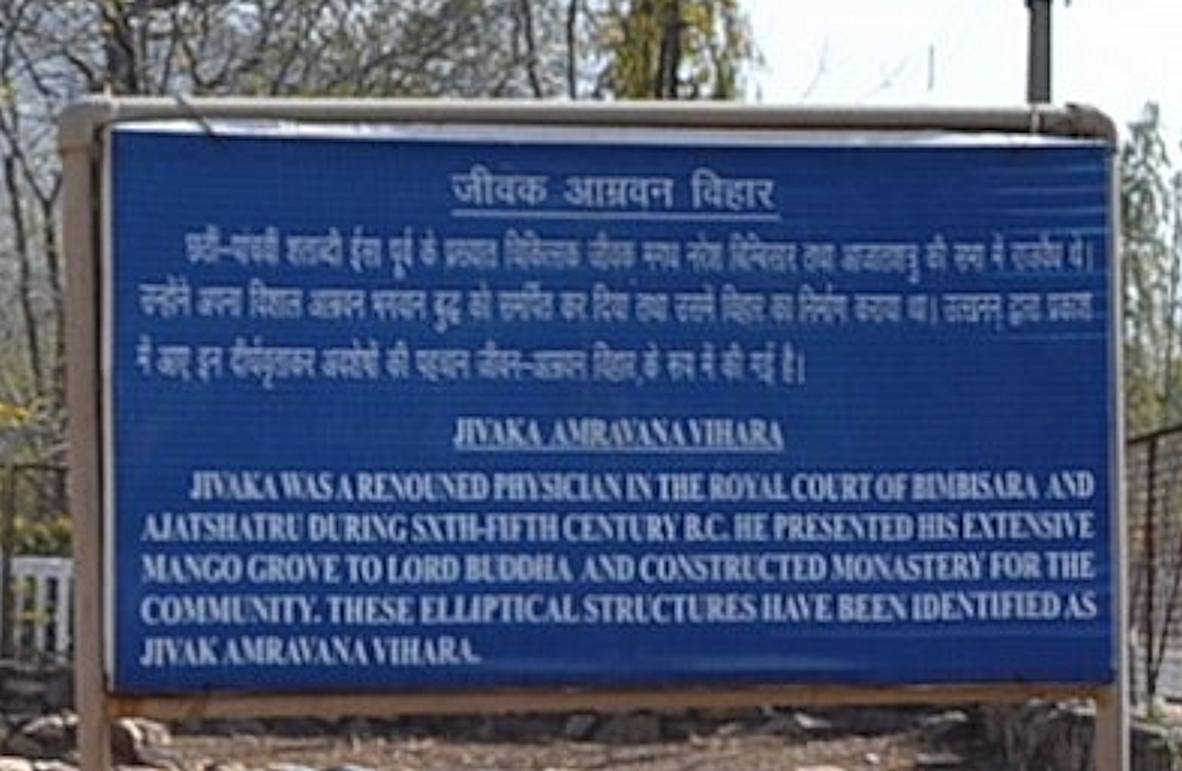
Aviso de investigación arqueológica en la India.